# Малое Тоншаево
 Малое Тоншаево  — деревня в Тоншаевском районе Нижегородской области.

## География
Расположена у южной окраины районного центра посёлка Тоншаево.

## История
Известна с 1872 года как деревня  Тоншаево (Тоншаево третье)   с 8 дворами и 48 жителями. С 2004 по 2020 год в составе городского поселения рабочий поселок Тоншаево.

## Население
Постоянное население составляло 55 человек (русские 78%) в 2002 году, 102 в 2010.